# Emmanuel Wamala
Emmanuel Wamala (ur. 15 grudnia 1926 w Kamaggwa) – ugandyjski duchowny katolicki, arcybiskup Kampali, kardynał.

## Życiorys
Studiował w seminariach w Bukalassa i Katigondo, święcenia kapłańskie przyjął 21 grudnia 1957 w Rzymie z rąk arcybiskupa Pietro Sigismondiego. Kontynuował w Rzymie studia, na Papieskim Uniwersytecie Urbaniana obronił licencjat z teologii, a na Papieskim Uniwersytecie Gregoriańskim licencjat z nauk społecznych. Później studiował na Uniwersytecie Makerere w Kampali i uniwersytecie w amerykańskim South Bend. W ugandyjskiej diecezji Masaka prowadził działalność duszpasterską, był inspektorem szkół diecezjalnych; wykładał także w wyższym seminarium duchownym w Bukalassa, a na Uniwersytecie Makerere pełnił funkcje kapelana, profesora i rektora. W latach 1974–1981 był wikariuszem generalnym diecezji Masaka. W maju 1977 został obdarzony tytułem kapelana Jego Świątobliwości.
17 lipca 1981 został mianowany biskupem Kiyinda-Mityana; 22 listopada 1981 w Kampali sakry biskupiej udzielił mu kardynał Emmanuel Nsubuga (arcybiskup Kampali). W czerwcu 1988 biskup Wamala został mianowany arcybiskupem-koadiutorem Kampali i po przejściu kardynała Nsubugi w stan spoczynku 8 lutego 1990 przejął rządy w archidiecezji. W latach 1990-1994 przewodniczył Konferencji Episkopatu Ugandy.
Gdy rząd Ugandy prowadził w związku z pandemią AIDS kampanie promujące bezpieczny seks, Wamala brał udział w kontrkampaniach zniechęcających mieszkańców Ugandy do używania prezerwatyw, przedstawiając je jako obrazę godności mężczyzny, a antykoncepcję jako grzech.
Brał udział w sesjach Światowego Synodu Biskupów w Watykanie, w tym w sesji specjalnej poświęconej Kościołowi Afryki wiosną 1994. 28 czerwca 1994 Jan Paweł II wyniósł go do godności kardynalskiej, nadając tytuł prezbitera S. Ugo. Kardynał Wamala był pierwszym rektorem Uniwersytetu im. Męczenników Nowej Ugandy.
W kwietniu 2005 uczestniczył w konklawe po śmierci Jana Pawła II. W sierpniu 2006 Benedykt XVI przyjął rezygnację kardynała z funkcji arcybiskupa Kampali (złożoną ze względu na podeszły wiek). Jego następcą został mianowany Cyprian Kizito Lwanga.
W 2009 brał udział w Specjalnym Zgromadzeniu Synodu Biskupów, które było poświęcone problemom Kościoła w Afryce.